# All Things Fall Apart
All Things Fall Apart – amerykański dramat filmowy z 2011 roku w reżyserii Mario Van Peeblesa. W rolach głównych wystąpili Ray Liotta, 50 Cent, Mario Van Peebles i Lynn Whitfield. Zdjęcia kręcono w Detroit. Premiera filmu odbyła się na MFF w Miami.

## Fabuła
Film opowiada o gwiazdorze futbolu amerykańskiego, u którego zdiagnozowano raka.

## Obsada
- Curtis "50 Cent" Jackson jako Deon
- Ray Liotta jako Dr. Brintall
- Mario Van Peebles jako  Eric
- Lynn Whitfield jako Bee
- Ambyr Childers jako Sherry
- Elizabeth Rodriguez jako Mrs. Lopez
- Tracey Heggins jako Sharon